# William Jory Henwood
Pour les articles homonymes, voir Henwood.
William Jory Henwood (16 janvier 1805-5 août 1875), géologue minier de Cornouailles.

## Biographie
Il est né à Perran Wharf, Cornouailles.
En 1822, il commence à travailler comme commis dans un bureau de la fonderie Perran, propriété de la famille Fox de Falmouth, poste précédemment occupé par son père, John Henwood . Il reçoit des cours de sciences chez Charles Fox.
Henwood s'intéresse bientôt activement à l'exploitation des mines et aux gisements métallifères. Il est financé par la famille Fox et la noblesse locale pour arpenter les mines de Cornouailles. Il développe une théorie sur la façon dont les filons métalliques se sont formés. Malheureusement, il voit Robert Were Fox, qui fait des recherches dans le même domaine, comme un plagiaire.
En 1832, Henwood est nommé au poste de maître d'essai et superviseur de l'étain dans le duché de Cornouailles, poste dont il se retire en 1838. Entre-temps, il a commencé en 1826 à communiquer des articles sur des sujets miniers à la Royal Geological Society de Cornouailles et à la Société géologique de Londres, et en 1840, il est élu membre de la Royal Society.
En 1843, il prend en charge les mines de Gongo Soco au Brésil ; ensuite, il se rend en Inde pour faire rapport sur certains gisements métallifères pour le gouvernement indien; et en 1858, la santé s'étant détériorée, il se retire et s'installe à Penzance.

## Ouvrages
En 1839, un article intitulé " On the Expansive Action of Steam in some of the Pumping Engines on the Cornish Mines ", publié dans le Philosophical Magazine, lui vaut la médaille Telford en argent .
Ses mémoires les plus importants sur les gisements métallifères de Cornouailles et du Devon sont publiés en 1843 par la Royal Geological Society de Cornouailles. À une date beaucoup plus tardive, il communique avec une expérience élargie une deuxième série d' observations sur les gisements métallifères et sur la température souterraine (réimprimée de Trans. R. Géol. Soc. Cornouailles , 2 volumes, 1871).
En 1874, il rédige un article sur le minerai d'étain détritique de Cornouailles (Journal of the Royal Institution of Cornwall). Il reçoit la médaille Murchison de la Société géologique de Londres en 1875, et le minéral Henwoodite porte son nom.
Il est préoccupé par les conditions des esclaves, travaillant dans les mines, et il publie une brochure sur le sujet en 1864, réimprimée dans le volume huit (1871) des Transactions de la Royal Geological Society of Cornwall.